# Canis rufus gregoryi
A Canis rufus gregoryi a vörös farkas (Canis rufus) egyik alfaja.

## Rendszertani besorolása
Korábban a szürke farkas (Canis lupus) alfajának vélték Canis lupus gregoryi Goldman, 1937 név alatt; azonban manapság elfogadják a vörös farkas alfajaként. Egyes kutatók szerint átmeneti alak a törzsalfaj és a kihalt floridai farkas (Canis rufus floridanus) között.

## Előfordulása
A Canis rufus gregoryi előfordulási területe eredetileg az egész Mississippi folyó alsó szakaszát, egészen Texasig, foglalta magába, azonban manapság, az Amerikai Egyesült Államokbeli Észak-Karolina területére szorult vissza.

## Megjelenése
Ez az állat nagyobb, azonban karcsúbb, mint a vörös farkas törzsalfaja. Színezetre sárgásabb, homokszínűbb. A bundájának lehet fekete, szürke vagy fehér árnyalata, a háti részén és a feje tetején fahéjszínnel. A testtömege 27-32 kilogramm között mozog.

## Fordítás
- Ez a szócikk részben vagy egészben  a   Gregory's wolf című angol Wikipédia-szócikk ezen változatának fordításán alapul.  Az eredeti cikk szerkesztőit annak laptörténete sorolja fel. Ez a jelzés csupán a megfogalmazás eredetét és a szerzői jogokat jelzi, nem szolgál a cikkben szereplő információk forrásmegjelöléseként.